# Charles de Lalaing
Charles Joseph Ghislain de Lalaing (Gent, 28 oktober 1768 - Brussel, 24 augustus 1816) was een telg uit de oude adellijke familie de Lalaing in de Zuidelijke Nederlanden.

## Levensloop
De familie beschikte over adellijke titels die opliepen tot het begin van de zestiende eeuw. De familie klom echter als aloude adel op tot in de elfde eeuw. Onder de Bourgondische hertogen waren heel wat Lalaings legendarische krijgsheren of steekspelorganisatoren.
Charles-Joseph was een zoon van Maximilien de Lalaing, graaf van Tildonk, burggraaf van Oudenaarde en heer van Zandbergen, en van Anne-Marie de Draeck.
Voor hem werd in juni 1793 de heerlijkheid Arquennes tot baronie verheven, een van de laatste onder het Oostenrijkse bewind.
In 1807 trouwde hij met Marie-Henriette de Maldeghem (1787-1866) en ze kregen een zoon en een dochter. Marie-Henriette werd een "femme de lettres". 
Onmiddellijk na de stichting van het Verenigd Koninkrijk der Nederlanden behoorde hij tot de eerste lichting die in de opnieuw opgerichte erfelijke adel werd opgenomen, met de titel van graaf en het lidmaatschap van de ridderschap van Antwerpen. Zijn overlijden vijf maanden later maakte dat hij de nodige eed niet had afgelegd en niet formeel kon worden bevestigd. Niettemin werd hij ingeschreven op de officiële lijst van edellieden.
Het duurde toch nog tot in 1877 alvorens zijn zoon, Maximilien de Lalaing (1811-1881), erkenning van erfelijke adel en de titel graaf verkreeg, voor hem en zijn afstammelingen.
Charles-Joseph de Lalaing is niet te verwarren met de Franse luitenant-generaal Charles Louis Eugène de Lalaing d'Audenarde (Parijs, 13 november 1779 - 4 maart 1859), die zich onderscheidde tijdens de napoleontische veldslagen en zich na 1814 aansloot bij de Franse monarchistische restauratie. Hij is de Lalaing die in 1809 baron d'empire werd.